# Steve Beshear
Steven Lynn Beshear (Dawson Springs, 21 settembre 1944) è un politico statunitense, governatore democratico del Kentucky dal 2007 al 2015.